# 칸무리 시게루
《칸무리 시게루》는 《따끈따끈 베이커리》에 등장하는 등장인물으로, 투니버스판 이름은 감우진. 성우는 이노우에 마리나, 이용신

## 소개
(한국명 : 감우진) / (CV.이노우에 마리나, 이용신)
16살에 하버드대학교를 졸업한 천재 제빵사이며 우수한 과학자. 아이큐 200으로 같은 대학교를 졸업한 쿠로야나기 료의 후배. 아즈마 카즈마와 같은 '태양의 손'의 소유자이다. 아즈사가와 유키노가 관리하고 있는 신주쿠 중앙지점 밑에서 일하다가 신인전에서 2위의 결과를 낳고 남도쿄 지점으로 이동하여 모나코컵의 우승을 노린다.